# Jakob Kneip
Jakob Kneip, född 24 april 1881, död 14 februari 1958, var en tysk författare.
Jakob Kneip var i sin ungdom bonde i födelsetrakten bland Hunsrücks berg. Han blev efter teologiska och filologiska studier lärare och författare med katolsk och demokratisk profil. Kneip grundade som ung Bund der Werkleute auf Haus Nyland, ett romantiskt-patriotiskt mellanting mellan folkhögskola och arbetsläger. Han skrev de lyriska diktsamlingarna Ein deutsches Testament (i Das brennende Volk 1916, fristående och utökad 1934), Bekenntnis (1917), Barmherzigkeit (1918), Bauernbrot (1934) och Fülle des Lebens (1935), eposet Der lebendige Gott (1919), den burleskt-humoristiska berättelsen Hampit der Jäger (1927), romanerna Porta nigra (1932), Feuer von Himmel (1936) och Frau Regine (1942) samt essäsamlingarna Das Reich Christi (1935), Der Köner Dom (1939) och Das Siebengebirge (1941).